# OSV-96
L'OSV-96 (russe: ОСВ-96) est un fusil de précision semi-automatique lourd russe chambré en calibre 12,7 × 108 mm .

## Description
Le fusil est capable d'engager de l'infanterie à une distance allant jusqu'à 1800 mètres et peut atteindre des cibles matérielles à des portées allant jusqu'à 2500 mètres. En tant qu'arme de contre-sniper, l'OSV-96 est plutôt efficace, car sa puissance et sa portée maintiennent le tireur en dehors de la portée pratiques de calibres plus conventionnels, offrant un avantage net sur les fusils de plus petit calibre (5.56, 7.62 ou encore .338 Lapua Magnum). 
Des cartouches de précision spéciales de 12,7 × 108 mm (7N34) anti-blindage ont été développées pour les fusils de précision russes de calibre .50 tels que ce fusil. Les cartouches de mitrailleuse de gros calibre peuvent également être utilisées pour le tir, mais avec une précision moindre. 
L'OSV-96 se plie en deux parties, canon et chambre d'un coté et receveur de l'autre pour raccourcir sa longueur et ainsi en faciliter le transport. Le fusil est doté d'un canon flottant combiné avec un frein de bouche imposant qui diminue considérablement le recul de l'arme lors du tir. 

## Variantes
- V-94 ( В-94 «Волга» ) - Le prototype a été développé par le KBP (Instrument Design Bureau) au début des années 1990 [1] . Le V-94 a été révélé pour la première fois au public en 1994. L'énergie initiale du projectile à la bouche est estimée à 18 860 J, tout en tirant des munitions anti-blindage[2].
- OSV-96 ( ОСВ-96 «Взломщик» ) - Développé en 1996-2000, entré en service en mars 2000. La conception utilise un certain nombre d'améliorations, telles qu'une crosse repensée, un frein de bouche et une poignée de transport[3].

## Utilisateurs
- Biélorussie: Forces spéciales[4].
- Egypt: Forces spéciales.
- Inde: Forces spéciales de la Marine MARCOS[5].
- Russie: Service fédéral de sécurité de la fédération de Russie[3] et Ministère de l'Intérieur.
- Syrie: Utilisé par la 104e brigade de la garde républicaine lors de la guerre civile[6].
- Vietnam: Utilisé par l'armée vietnamienne et fabriqué sous licence par le fabricant Z111[7]. La désignation de cette version est SBT12M1[8].
- Irak: Forces spéciales de l'ISOF (Iraqi Special Operation Forces).